# H. J. Heinz Company
Die H. J. Heinz Company in Pittsburgh war ein US-amerikanischer Produzent von Markenlebensmitteln. Am 2. Juli 2015 fusionierte das Unternehmen mit der Kraft Foods Group zur The Kraft Heinz Company.
Das Unternehmen war einer der Marktführer im Bereich Markenlebensmittel in mehr als 50 Ländern der Welt, mit Heinz-Ketchup als bekanntestem Produkt. Der Wert der Marke Heinz wurde vom Unternehmen auf 2,5 Milliarden US-Dollar geschätzt.

## Geschichte

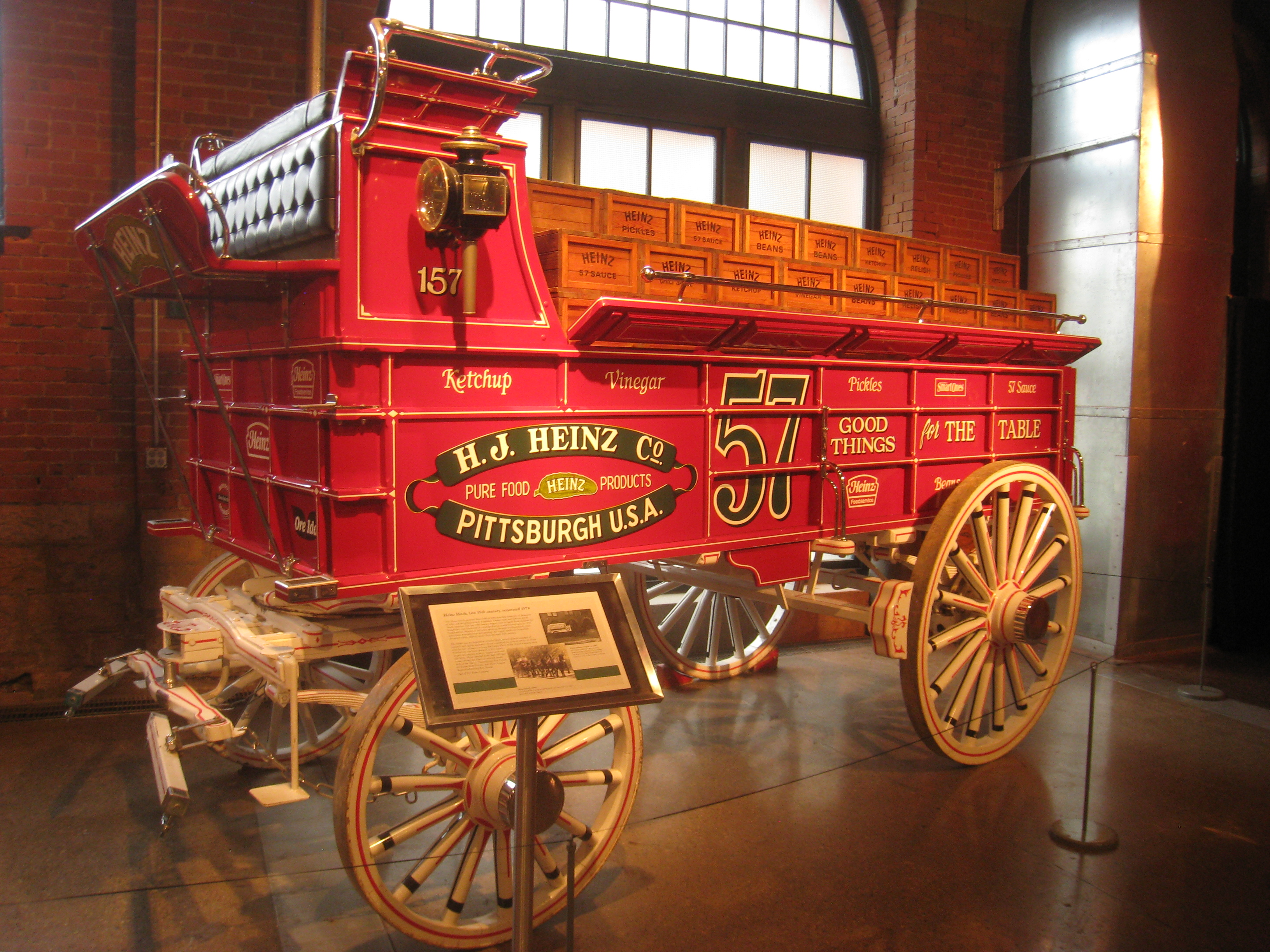
Historisches Auslieferungsfahrzeug

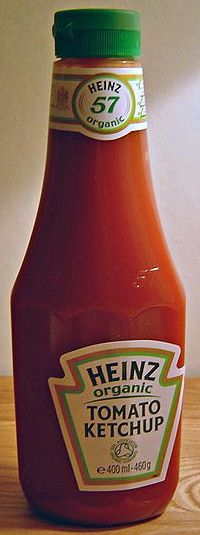
Heinz-Ketchup

Die Ursprünge des Unternehmens gehen auf die 1869 in Sharpsburg (Pennsylvania) von Henry John Heinz (Sohn deutscher Auswanderer aus Kallstadt) gegründete Heinz, Noble & Company zurück. Das „Heinz Tomato Ketchup“, das bekannteste Produkt des Unternehmens, wurde 1876 erfunden.
1886 wurde der seither benutzte Werbeslogan der 57 Varieties erstmals verwendet. Im selben Jahr begann das Unternehmen, seine Produkte auch in Großbritannien zu verkaufen. Zwei Jahre später wurde das Unternehmen in H. J. Heinz Company umbenannt, welches zuletzt mehrere tausend Produkte unter mehr als 150 Marken vertrieb.
2008 übernahm Heinz Bénédicta.
Am 14. Februar 2013 wurde bekannt, dass Heinz von Warren Buffetts Unternehmen Berkshire Hathaway und dem Finanzinvestor 3G Capital übernommen werden sollte. Der Kaufpreis lag bei 28 Milliarden US-Dollar.
Im Oktober 2013 kündigte McDonald’s an, seine vierzigjährige Beziehung zu Heinz zu beenden. Grund war die Übernahme der Geschäftsleitung durch Bernardo Hees, der davor beim Rivalen Burger King tätig war.
Im März 2015 wurden die Pläne der Fusion mit der Kraft Foods Group mit Hilfe des Investors Warren Buffett bekannt. Die Fusion wurde am 2. Juli 2015 abgeschlossen. Das gemeinsame Unternehmen heißt seitdem The Kraft Heinz Company.
Im Jahr 2024 übernahm Carlos Abrams-Rivera die Rolle des CEO der Kraft Heinz Co.

## Auswahl ehemals vertriebener Marken
- Heinz
- HP Sauce
- Lea & Perrins
- Weight Watchers (1978–1999 bei H. J. Heinz Company)
- Sonnen Bassermann (1999–2012 bei H. J. Heinz Company)